# Blossom (Texas)

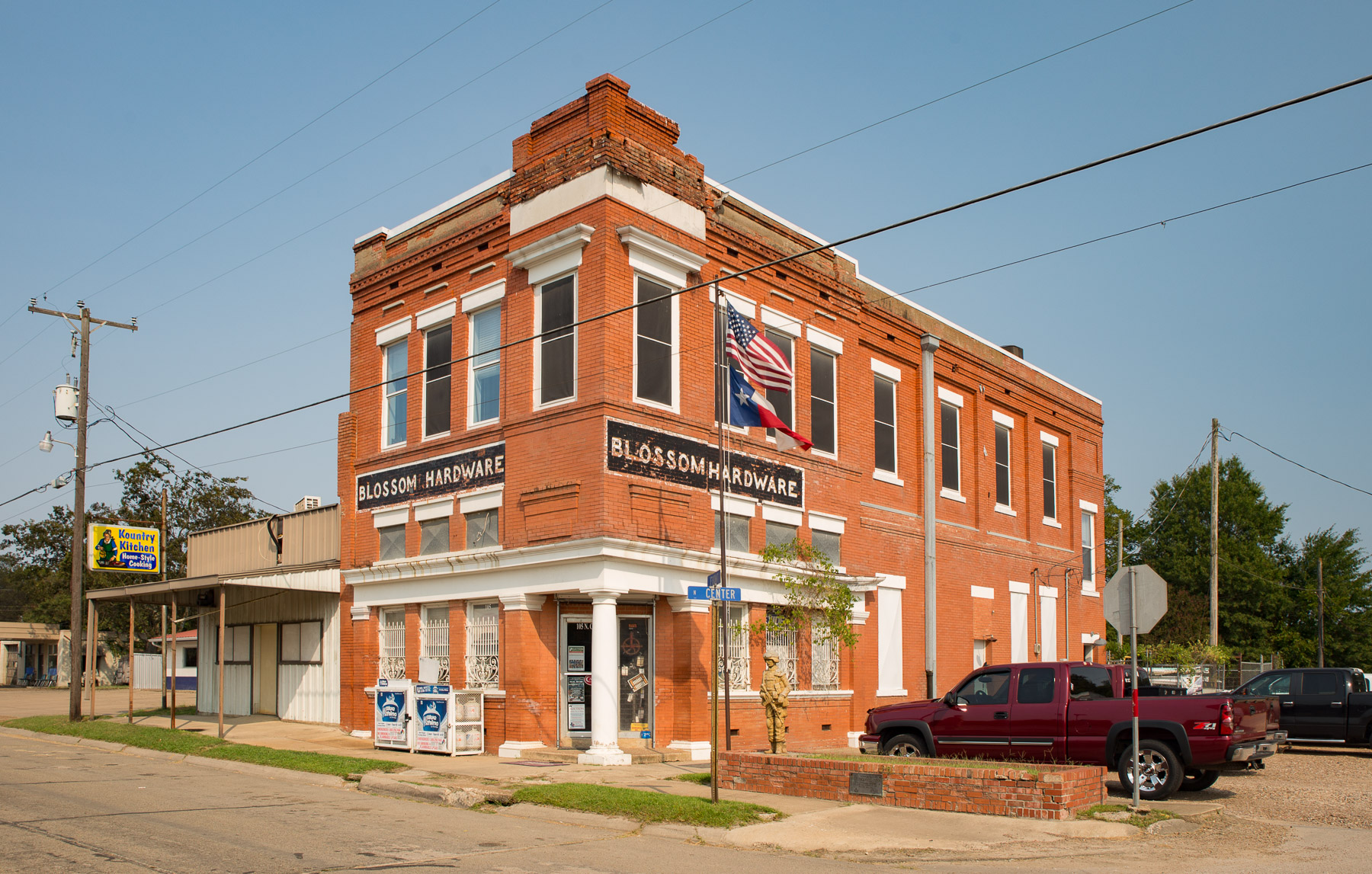
Quincaillerie à Blossom

Pour les articles homonymes, voir Blossom.
La ville de Blossom est située dans le comté de Lamar, dans l’État du Texas, aux États-Unis. Sa population s’élevait à 1 494 habitants lors du recensement de 2010, estimée à 1 561 habitants en 2016.

## Source
- (en) Cet article est partiellement ou en totalité issu de l’article de Wikipédia en anglais intitulé « Blossom, Texas » (voir la liste des auteurs).